# Байдаковка
Байда́ковка (рос. Байдаковка, башк. Байдаковка) — село у складі Альшеєвського району Башкортостану, Росія. Входить до складу Нігматуллінської сільської ради.
Населення — 218 осіб (2010; 273 в 2002).
Національний склад:
- росіяни — 38 %
- башкири — 27 %